# Megan Bayne
Pour les articles homonymes, voir Doheny.
Megan Doheny (née le 1er juin 1998 à East Haven) est une catcheuse (lutteuse professionnelle) américaine. Elle travaille à la All Elite Wrestling, sous le nom de Megan Bayne.

## Carrière de catcheuse

### Circuit Indépendant (2017-...)
Elle s'entraîne pour devenir catcheuse au sein de l'école de catch de l'Ohio Valley Wrestling (OVW). Elle y fait ses débuts dans cette fédération sous le nom de Meg.

### World Wonder Ring Stardom (2023-2024)
Le 23 juillet 2023 à Stardom 5 Star Grand Prix 2023 Day 1, elle fait ses débuts à la World Wonder Ring Stardom, en tant que Heel, attaque Tam Nakano et la défie pour sa ceinture mondiale. 6 soirs plus tard à Stardom 5 Star Grand Prix 2023 Day 2, elle dispute son premier match aux côtés de Mei Seira et Suzu Suzuki et ensemble, les trois catcheuses battent Stars (Mayu Iwatani, Koguma et Saya Iida) dans un 6-Women Tag Team match. Le 13 août à Stardom x Stardom: Osaka Summer Team, elle ne remporte pas la ceinture, battue par la catcheuse japonaise. Le 10 septembre lors du pré-show à Stardom Dream Tag Festival, Mei Seira et elle remportent le Tag Team Gauntlet match.
Le 9 octobre à Stardom Nagoya Golden Fight 2023, Maika, Suzu Suzuki et elle ne remportent pas les ceintures Artist of Stardom, battues par Baribari Bombers (Giulia, Mai Sakurai et Thekla) dans un 6-Women Tag Team match. Le 12 novembre à Stardom Goddesses Of Stardom Tag League 2023 - Tag 10, Maika et elle remportent le tournoi Goddesses of Stardom en battant Crazy Star (Mei Seira et Suzu Suzuki) en finale. Le 2 décembre à Stardom Nagoya Big Winter, elles ne remportent pas les ceintures vacantes, battues par Queen's Quest (Saya Kamitani et Utami Hayashishita). 
Le 4 janvier 2024 à Stardom Ittenyon Stardom Gate, leur match face à Giulia et Suzu Suzuki se termine en match nul, à la suite de la fin du temps imparti. 
Le 4 avril à Stardom American Dream 2024 In The Keystone State, elle ne remporte pas la ceinture mondiale, battue par sa partenaire.

### All Elite Wrestling (2025-...)
Le 15 janvier 2025 à Dynamite: Maximum Carnage, elle fait ses débuts à la All Elite Wrestling, dispute son premier match en participant au Women's Casino Gauntlet match, mais ne remporte pas la stipulation, gagnée par Toni Storm, et ne devient pas aspirante no 1 à la ceinture mondiale féminine à Grand Slam Australia. Le 1er février, elle signe officiellement avec la compagnie. Le 5 mars à Dynamite, elle s'allie officiellement avec Penelope Ford et ensemble, les deux catcheuses battent Kris Statlander et Thunder Rosa. 
Le 6 avril à Dynasty, elle ne remporte pas la ceinture mondiale féminine, rebattue par la catcheuse néo-zélandaise, et subit sa première défaite en solo. Le 25 mai lors du pré-show à Double or Nothing, sa coéquipière et elle perdent face à Harley Cameron et Anna Jay. 
Le 12 juillet à All In, elle ne remporte pas le Women's Casino Gauntlet match, gagné par Athena, et le contrat qui lui permet d'avoir un match de championnat à tout moment.

## Palmarès
- World Wonder Ring Stardom
  - Gagnante du tournoi Goddesses of Stardom Tag League (2023) - avec Maika
  - Stardom Year-End Award (1 fois)

## Vie privée
Elle est en couple avec l'ancien catcheur de la AEW, Joey Janela.